# 天臂城
天臂城 (てんぴじょう、Devdaha、Dev Daha、デーヴァダハ、देवदह) は、古代インドの拘利（くり）国の首都。現在のネパールのルンビニ州、ルパンデヒ郡、デーヴァダハ市にあった、仏教の聖地。
釈迦の母、摩耶夫人、養母、摩訶波闍波提の出身地。

## 名称
サンスクリット語では、デーヴァは神を意味し、ダハは池を意味している。したがって、デーヴァダハの意味は「神の池」である。この池には、神々や女神、聖人が沐浴していたと考えられている。この水は現在でも、デーヴァダハ市に供給されている。

## 仏教の地として
この天臂城出身の善覚長者の長女、摩耶は、釈迦の母である。釈迦の父、釈迦国、カピラ城の王、浄飯王は、この摩耶を妃に迎えた。摩耶夫人は、釈迦を身ごもり、実家の天臂城に向かう途中、ルンビニ園で釈迦は生まれた。摩耶夫人は、釈迦が誕生して七日目に亡くなったが、摩耶夫人の妹、摩訶波闍波提が養母となり釈迦を育てた。
現在、天臂城跡は、小さなデーヴァダハ公園として整備されている。この公園は、天臂城の東の正門にあたり、庭園と塔がある。そこには、仏像と舎利弗の金色の像がある。以前は、特に告知されていなかったが、ネパールのパラス・ビール・ビクラム・シャハ・デーブ元皇太子により発足した、デーヴァダハ保護アカデミーにより管理されている。